# Segunda División Peruana 1954
La Segunda División Peruana 1954, la 12ª edición del torneo, fue jugada por diez equipos y organizada por la Asociación Central de Fútbol. 
Respecto al torneo anterior, Unión Callao descendió de Primera División y ningún equipo fue promovido o relegado con las ligas de Lima y Callao.
El ganador del torneo, Unión Callao, logró el ascenso a la Primera División de 1955.
En esta edición la Federación Peruana de Fútbol volvió a permitir los descensos y ascensos entre la Segunda División y las ligas de Lima y del Callao (no permitidas desde 1951). Unión Carbone, al haber ocupado el último lugar, perdió la categoría y regresó a la Liga Provincial de Fútbol de Lima.

## Ascensos y descensos
| Posición | Ascendido a Primera División 1954 |
| -------- | --------------------------------- |
| 1º       | Carlos Concha                     |

| Posición | Descendido de Primera División 1953 |
| -------- | ----------------------------------- |
| 10º      | Unión Callao                        |

## Equipos participantes
| Club                   | Ciudad     |
| ---------------------- | ---------- |
| Association Chorrillos | Chorrillos |
| Atlético Lusitania     | Lima       |
| Defensor Arica         | Lima       |
| Jorge Chávez           | Callao     |
| Juventud Gloria        | Lima       |
| KDT Nacional           | Callao     |
| Porvenir Miraflores    | Miraflores |
| Santiago Barranco      | Barranco   |
| Unión Callao           | Callao     |
| Unión Carbone          | Lima       |

## Tabla de posiciones
| Pos. | Club                   | PJ | PG | PE | PP | PTS |
| ---- | ---------------------- | -- | -- | -- | -- | --- |
| 1    | Unión Callao           | 18 | 13 | 3  | 2  | 29  |
| 2    | KDT Nacional           | 18 | 11 | 4  | 3  | 26  |
| 3    | Atlético Lusitania     | 18 | 9  | 4  | 5  | 22  |
| 4    | Porvenir Miraflores    | 18 | 7  | 5  | 6  | 19  |
| 5    | Defensor Arica         | 18 | 6  | 5  | 7  | 17  |
| 6    | Juventud Gloria        | 18 | 7  | 2  | 9  | 16  |
| 7    | Association Chorrillos | 18 | 5  | 5  | 8  | 15  |
| 8    | Santiago Barranco      | 18 | 7  | 1  | 10 | 15  |
| 9    | Jorge Chávez           | 18 | 6  | 1  | 11 | 13  |
| 10   | Unión Carbone          | 18 | 2  | 4  | 12 | 8   |

|  | Campeón y ascendido a la Primera División de 1955 |
|  | Descendido a la Liga de Lima 1955                 |
| Perú                   |
| Campeón                |
| Unión Callao 3º título |